# 40S

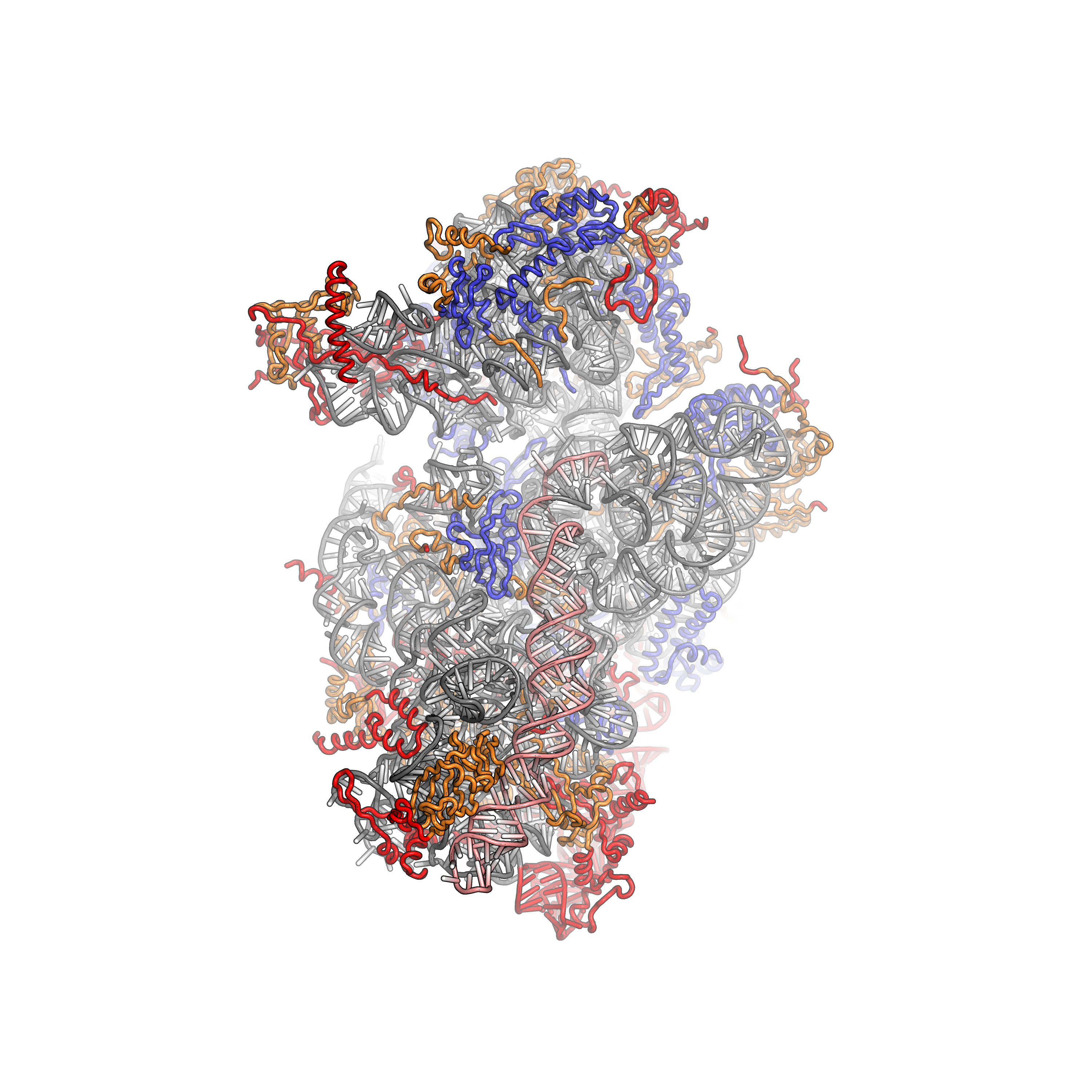
40S interface.

40S és la subunitat petita dels ribosomes eucariotes.
Interacciona amb el lloc intern d'entrada al ribosoma del virus de l'hepatitis C.